# Шакопи (индейская резервация)
Шакопи (англ. Shakopee Mdewakanton Sioux Community) — индейская резервация сиуязычного племени мдевакантоны, расположенная в юго-восточной части штата Миннесота, США. Сообщество резервации является лидером среди коренных американцев в разделении своего экономического успеха с другими племенами и общинами, сделав благотворительные пожертвования за последние 25 лет на сумму более 350 миллионов долларов. 

## История
До появления европейцев на территории будущего штата Миннесота мдевакантоны жили в долинах рек Миссисипи и Миннесота. 15 октября 1851 года племена мдевакантоны и вахпекуте уступили большую часть своих земель правительству США, вдоль реки Миннесота для них, вместе с сиссетонами и вахпетонами, была создана индейская резервация. Не имея возможности охотиться, ловить рыбу и заниматься собирательством должным образом, индейцы были вынуждены всё больше зависеть от американских чиновников.
В 1862 году в резервации, из-за отсутствия продовольствия, вспыхнуло восстание  — американские власти перестали выплачивать санти аннуитетные платежи за продажу их земель и они не могли приобрести необходимые продукты питания у белых торговцев. События 1862 года закончились крупнейшей массовой казнью в истории Соединённых Штатов, когда 38 санти-сиу были повешены в городе Манкато. Конгресс США аннулировал все договоры с санти и ликвидировал их резервации в штате. Большинство санти были отправлены на баржах в резервацию Кроу-Крик, часть индейцев бежала в Канаду и поселились там. Некоторые санти остались в Миннесоте, пытаясь получить поддержку и помощь от федерального правительства. В 1886 году они добились создания нескольких резерваций в штате, в том числе, и резервации Шакопи близ поселения Прайор-Лейк.

## География
Резервация расположена в северной части округа Скотт в пределах частей городов Прайор-Лейк и Шакопи, к юго-западу от агломерации Сент-Пол — Миннеаполис.
Общая площадь резервации, включая трастовые земли (19,9 км²), составляет 20,94 км², из них 20,93 км² приходится на сушу и 0,0114 км² — на воду. Административным центром резервации является город Прайор-Лейк.

## Демография
По данным федеральной переписи населения 2000 года, в резервации проживало 338 человек.
Согласно федеральной переписи населения 2020 года в резервации проживало 779 человек, насчитывалось 220 домашних хозяйств и 280 жилых домов. Средний доход на одно домашнее хозяйство в индейской резервации составлял более 250 000 долларов США. Около 20,1 % всего населения находились за чертой бедности, в том числе 12,9 % тех, кому ещё не исполнилось 18 лет, и 20,6 % старше 65 лет.
Расовый состав распределился следующим образом: белые — 159 чел., афроамериканцы — 7 чел., коренные американцы (индейцы США) — 492 чел., азиаты — 15 чел., океанийцы — 2 чел., представители других рас — 11 чел., представители двух или более рас — 93 человека; испаноязычные или латиноамериканцы любой расы составили 46 человек. Плотность населения составляла 37,2 чел./км².

## Экономика
В начале 1970-х годов члены общины зависели в основном от продовольственных субсидий, экономическая реальность жизни в резервации оказалась сложной. Здравоохранение, образовательные возможности и стабильная занятость в резервации отсутствовали. Жизнь в Шакопи начала меняться в 1982 году. В 1982 году племя открыло Little Six Bingo Palace (позже Little Six Casino) после того, как индейские казино были разрешены на землях резервации в штатах, где были законы об играх. В 1992 году в Шакопи открылся отель-казино Mystic Lake. Эти предприятия приносили доходы, которые племя инвестировало в другое экономическое развитие, благосостояние племени и благотворительность.
Успех предприятий резервации позволил сообществу создать и обеспечить многочисленные программы образования, здравоохранения и социального обслуживания для его членов, сотрудников и индейцев, проживающих в округе Скотт. За последние несколько лет члены сообщества пожертвовали более 115 миллионов долларов благотворительным организациям и индейским племенам, включая подарок в размере 12,5 миллионов долларов Миннесотскому университету на новый футбольный стадион и пожертвования на стипендии в 2007 году.
В 2015 году сообщество Шакопи запустило Seeds of Native Health, пятилетнюю кампанию стоимостью 11 миллионов долларов, которая представляет собой крупнейшую скоординированную филантропическую деятельность в истории Соединённых Штатов, направленную на улучшение питания коренных американцев. В дополнение к благотворительным пожертвованиям, племя предоставило кредиты на экономическое развитие в размере 500 миллионов долларов другим индейским племенам.

## Комментарии
1. ↑  В состав резервации входит часть населённого пункта.